# (49187) Zucchini
(49187) Zucchini est un astéroïde de la ceinture principale.

## Description
(49187) Zucchini est un astéroïde de la ceinture principale. Il fut découvert le 18 septembre 1998 à Bologne par l'observatoire San Vittore. Il présente une orbite caractérisée par un demi-grand axe de 2,32 UA, une excentricité de 0,09 et une inclinaison de 4,3° par rapport à l'écliptique.